# جهان شرق

تصویری از «جهان شرق» که به‌عنوان «خاور دور» تعریف می‌شود و از سه بلوک فرهنگی همپوشان تشکیل شده است: آسیای شرقی (سبز)، آسیای جنوب شرقی (آبی) و آسیای جنوبی (نارنجی).

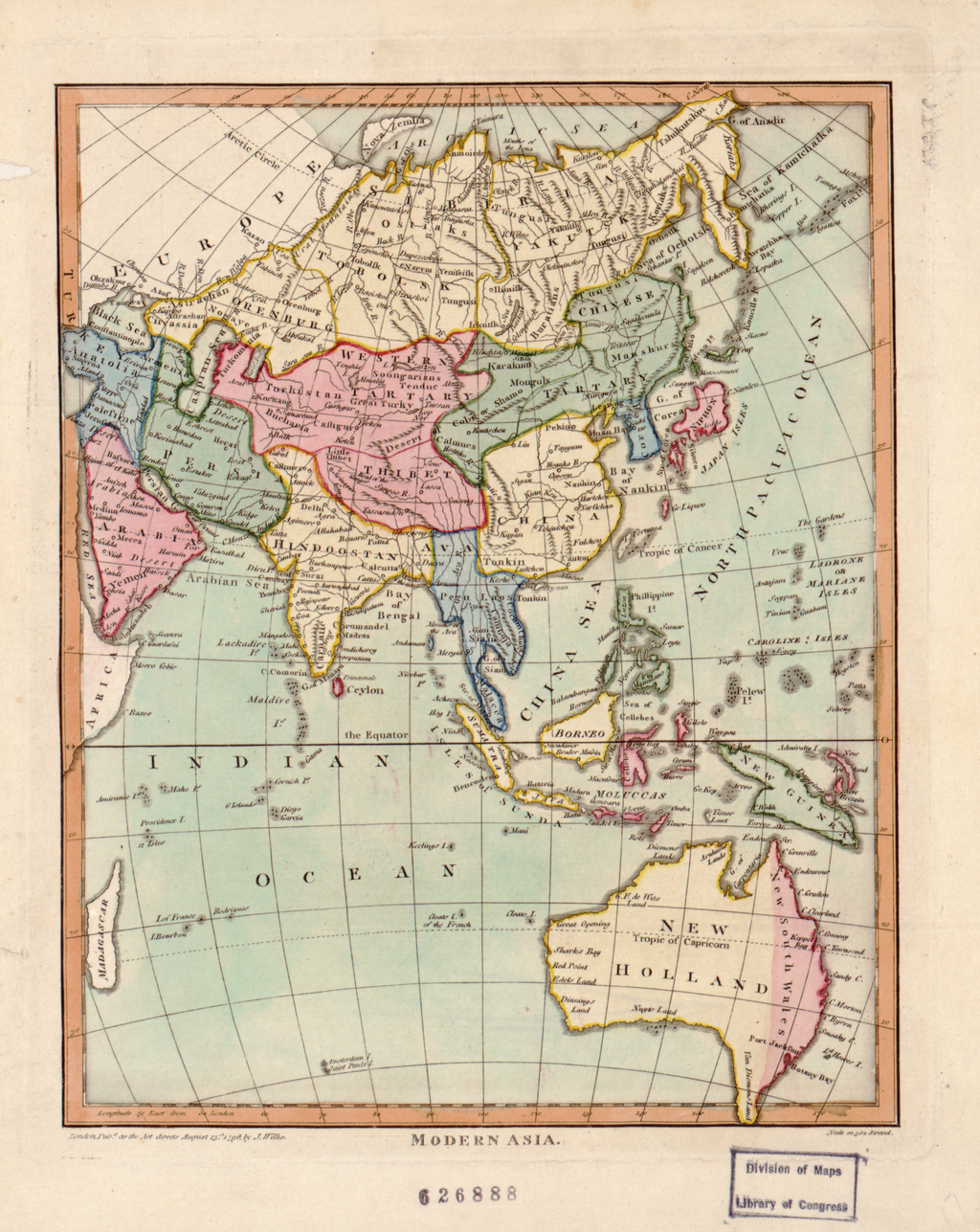
جهان شرق در نقشه‌ای در سال ۱۷۹۶ شامل قاره‌های آسیا و استرالیا (که در آن زمان با نام هلند نو شناخته می‌شد).

جهان شرق که با عنوان شرق یا در متون تاریخی خاورزمین نیز شناخته می‌شود، اصطلاحی برای توضیح فرهنگ‌ها یا ساختارهای اجتماعی، ملت‌ها و نظام‌های فلسفی مختلف است. این منطقه اغلب شامل آسیا، منطقهٔ مدیترانه و جهان عرب، به‌ویژه در زمینه‌های تاریخی (پیشامدرن) و در دوران مدرن در زمینهٔ خاورگرایی است. جهان شرق اغلب به‌عنوان همتای جهان غرب در نظر گرفته می‌شود.
مناطق مختلفی که در این اصطلاح گنجانده شده متنوع هستند، تعمیم آن دشوار است و این مناطق، یک میراث مشترک یکسان ندارند. اگرچه بخش‌های مختلف جهان شرق، موضوعات مشترک بسیاری دارند، به‌ویژه در «جنوب جهانی»، آن‌ها هرگز از لحاظ تاریخی خود را به‌طور جمعی تعریف نکرده‌اند. این اصطلاح در اصل یک معنای تحت‌اللفظی جغرافیایی داشت و به بخش شرقی جهان قدیم اشاره می‌کرد و فرهنگ‌ها و تمدن‌های آسیا را با اروپا (یا جهان غرب) در تضاد قرار می‌داد. به‌طور سنتی، این شامل آسیای مرکزی، آسیای شرقی، آسیای جنوبی، آسیای جنوب شرقی و آسیای غربی است.
از نظر مفهومی، مرز بین شرق و غرب بیشتر فرهنگی است تا جغرافیایی، در نتیجه استرالیا و نیوزیلند که به‌عنوان مستعمرات مهاجران بریتانیا تأسیس شده‌اند، با وجود این‌که از نظر جغرافیایی به جهان شرق نزدیک‌تر هستند، معمولاً در جهان غرب دسته‌بندی می‌شوند. درحالی‌که کشورهای آسیای مرکزی اتحاد جماهیر شوروی سابق، حتی با نفوذ چشمگیر غرب، در شرق گروه‌بندی شده‌اند.
کشورهایی مانند فیلیپین، که از نظر جغرافیایی در جهان شرق قرار دارند، ممکن است در برخی از جنبه‌های اجتماعی، فرهنگی و سیاسی خود به‌دلیل مهاجرت و تأثیرات فرهنگی تاریخی از ایالات متحده و اروپا، غربی تلقی شوند.

## بررسی اجمالی
مانند سایر مناطق جهان، آسیا از بسیاری از کشورها، گروه‌های قومی و فرهنگ‌های مختلف و بسیار متنوع تشکیل شده است. غرب آسیا (که شامل اسرائیل، بخشی از جهان عرب، ایران و غیره می‌شود) ممکن است خود را بخشی از جهان شرق ببینند یا نبینند. گاهی نیز «خاورمیانه» جدا از آسیا محسوب می‌شود.
تقسیم بین «شرق» و «غرب»، محصول تاریخ فرهنگی اروپا و تمایز بین اروپای مسیحی و فرهنگ‌های فراتر از آن به شرق است. با استعمار اروپا در قاره آمریکا، دوگانگی شرق و غرب جهانی شد. مفهوم یک حوزهٔ شرقی، "هندی" (هند) یا " خاوری " توسط ایده‌های تفاوت‌های نژادی و مذهبی و فرهنگی مورد تأکید قرار گرفت. چنین تمایزاتی توسط غربی‌ها در سنت علمی موسوم به خاورگرایی بیان شد، که به این دلیل قابل توجه است که تصوری غربی از یک جهان شرقی متحد است که به هیچ منطقهٔ خاصی محدود نمی‌شود.

## فرهنگ
درحالی‌که هیچ فرهنگ شرقی منحصربه‌فردی در جهان شرق وجود ندارد، اما درون آن زیرگروه‌هایی مانند کشورهای شرق آسیا، آسیای جنوب شرقی یا آسیای جنوبی و همچنین تلفیق‌گرایی در این مناطق وجود دارد که شامل گسترش مذاهب شرقی مانند بودیسم یا هندوئیسم، استفاده از نویسه‌های چینی یا خطوط براهمی، خانواده‌های زبانی، ادغام غذاها و سنت‌ها و غیره است.